# Nermin Bezmen

Nermin Bezmen (Antalya, 30. travnja 1954.) - turska književnica. Preci su joj bili Krimski Tatari.
Rođena je u Antalyi 1954. Završila je osnovnu školu Maçka. Tijekom školovanja u srednjoj školi za djevojke Atatürk, otišla je u SAD sa stipendijom na završnoj godini. U povratku je pohađala Sultanahmet školu za menadžment i diplomirala 1974.
U siječnju 1975. godine, u dobi od 21 godine, udala se za Pamira Bezmena, 39-godišnjeg biznismena s kojim je radila. Imali su dvoje djece. Izgubila je supruga 29. siječnja 2009. Ponovno se udala 2015. godine za glumca Tolgom Savacıja i nastanila se u New Jerseyu u SAD-u.
Bezmen je vodila televizijske emisije, autorica je časopisa i aktivna je u odnosima s javnošću. Zanima je tradicionalna turska umjetnost. U svojoj radionici držala je satove slikanja odraslima i djeci.
Romane je počela pisati 1991. godine. Istražila je priču o Kurtu Seytu, koji joj je bio djed po majci, i pretvorila je u roman. Na temelju romana, nastala je turska televizijska drama „Prognani — Sejit i Šura” (tur. Kurt Seyit ve Şura) 2014. godine. Govori o avanturama dvoje zaljubljenih ljudi koji su tijekom ruske revolucije prisiljeni ostaviti svoje obitelji i pobjeći u Istanbul. Putovanje Kurta Seyta, zgodnog poručnika s Krima, i Şure, prekrasne kćeri plemićke ruske obitelji, počinje u Petrogradu, razvija se na karpatskoj liniji fronta, do Istanbula 1920-ih. 
Osim toga, napisala je mnoge knjige popularne literature.